# Алешунино (Владимирская область)
Алешунино — деревня в Муромском районе Владимирской области России, входит в состав Борисоглебского сельского поселения.

## География
Деревня расположена в 30 км на северо-восток от центра поселения села Борисоглеб и в 51 км на северо-восток от райцентра города Муром.

## История
В окладных книгах 1678 года деревня Алешунино числилась в Боровицком приходе, в ней было 8 крестьянских дворов.
В конце XIX — начале XX века деревня входила в состав Боровицкой волости Гороховецкого уезда. В 1859 году в деревне числилось 9 дворов, в 1905 году — 25 дворов.
С 1929 года деревня входила в состав Боровицкого сельсовета Фоминского района Горьковского края, с 1944 года — в составе Владимирской области. С 1959 года село в составе Польцовского сельсовета Муромского района, с 2005 года — в составе Борисоглебского сельского поселения. 
В 1984 году в деревне построено новое здание Алешунинской средней школы.

## Население
| 1859 | 1905 | 1926 | 2002 | 2010 | 2021 |
| ---- | ---- | ---- | ---- | ---- | ---- |
| 78   | ↗160 | ↗209 | ↘66  | ↘57  | ↘21  |

## Инфраструктура
В деревне находится Алешунинская средняя общеобразовательная школа.